# Alviero Martini
Alviero Martini (Cuneo, 13 marzo 1950) è uno stilista italiano, diventato famoso per la creazione della nota linea di borse e accessori 1A Classe di cui non è più proprietario e caratterizzata dal motivo di una mappa, ora invece creatore del marchio "ALV".

## Biografia
Martini compie gli studi artistici concludendoli con un corso di specializzazione come vetrinista-allestitore. All'età di quattordici anni impara a tagliare e cucire, diventando negli anni successivi costumista, oltre che attore in una compagnia teatrale. Nel 1976 recita nell'opera Affabulazione di Pier Paolo Pasolini, al fianco di Vittorio Gassman.
Nel 1987 decora una valigia attaccandogli una vecchia carta geografica, con la quale allestisce una vetrina a Roma. Da lì nasce l'idea di lanciare una linea di borse e bagagli che hanno per motivo la carta geografica chiamata 1A Classe. Negli anni novanta la sua linea 1A Classe ottiene notorietà internazionale, ed in particolare la stampa americana lo definisce Style Maker, creatore di un nuovo concetto di viaggio. Negli anni successivi disegna crea e gestisce la collezione, aprendo svariate boutique in tutto il mondo.
Nel 1996 la boutique aperta in Via Montenapoleone ospita Richard Gere e una sua mostra di venti fotografie scattate in Tibet. Nel 1997 la commissione ONU gli assegna il compito di creare un abito in occasione della cerimonia di premiazione Time for Peace a New York.
Alla fine del 2003, per gli scarsi risultati sul mercato statunitense, cede il controllo totale della società che porta il suo nome alla Final, finanziaria presieduta da Luisa Angelini, mantenendone però la gestione creativa. 
Nel 2006, su iniziativa della nuova proprietà, termina il rapporto di consulenza con la Final .
Martini lancia una nuova linea di borse, accessori e vestiti: si chiama ALV (sigla di Andare Lontano Viaggiando), contrassegnati dal motivo dei timbri del passaporto.
Dai suoi passaporti, infatti, ha estratto tutti i timbri raccolti in anni di viaggi nel mondo e ne ha fatto una texture chiamata "Passport" per la quale nel 2010 vince il premio The Look of the Year Fashion Awards.
Dal 2020 è testimonial ufficiale dell'associazione di volontariato City Angels.